# Asociación Atlética Amateur de Belice
La Asociación Atlética de Belice (en inglés: Belize Athletic Association - BAA) es el organismo rector del atletismo en Belice.

## Historia
La BAA fue fundada en 1956 como Belize Amateur Athletic Association (BAAA). En 2013, el nombre se cambió a Belize Athletic Association.
En agosto de 2010, Ian Gray fue elegido como nuevo presidente. Sin embargo, se generó una disputa interna entre los funcionarios de la junta que afirmaban que el liderazgo de BAAA lo cual llevó a la IAAF a disolver el ejecutivo. En octubre de 2013, se eligió un nuevo ejecutivo con Hugh "Pinas" Staine como nuevo presidente.

## Afiliaciones
La BAA representa a Belice en las siguientes organizaciones internacionales:
- Asociación Internacional de Federaciones de Atletismo (IAAF)
- Asociación de Atletismo de Norteamérica, Centroamérica y el Caribe (NACAC)
- Asociación Panamericana de Atletismo (APA)
- Confederación Centroamericana y del Caribe de Atletismo (CACAC)
- Confederación Atlética del Istmo Centroamericano (CADICA)

Además, forma parte de la Asociación Olímpica y de los Juegos Commonwealth de Belice.